# Białka (dopływ Rawki)
Białka – rzeka, prawy dopływ Rawki o długości 28,5 km.
Rzeka płynie w województwie łódzkim. Wypływa w gminie Biała Rawska, w okolicach wiosek Grzymkowice i Tuniki, a następnie płynie przez Białą Rawską, Dańków, Wólkę Lesiewską, Teodozjów, Jelitów, Przewodowice, Julianów Raducki. Wpada do Rawki w okolicach Wołuczy i Nowego Dworu.

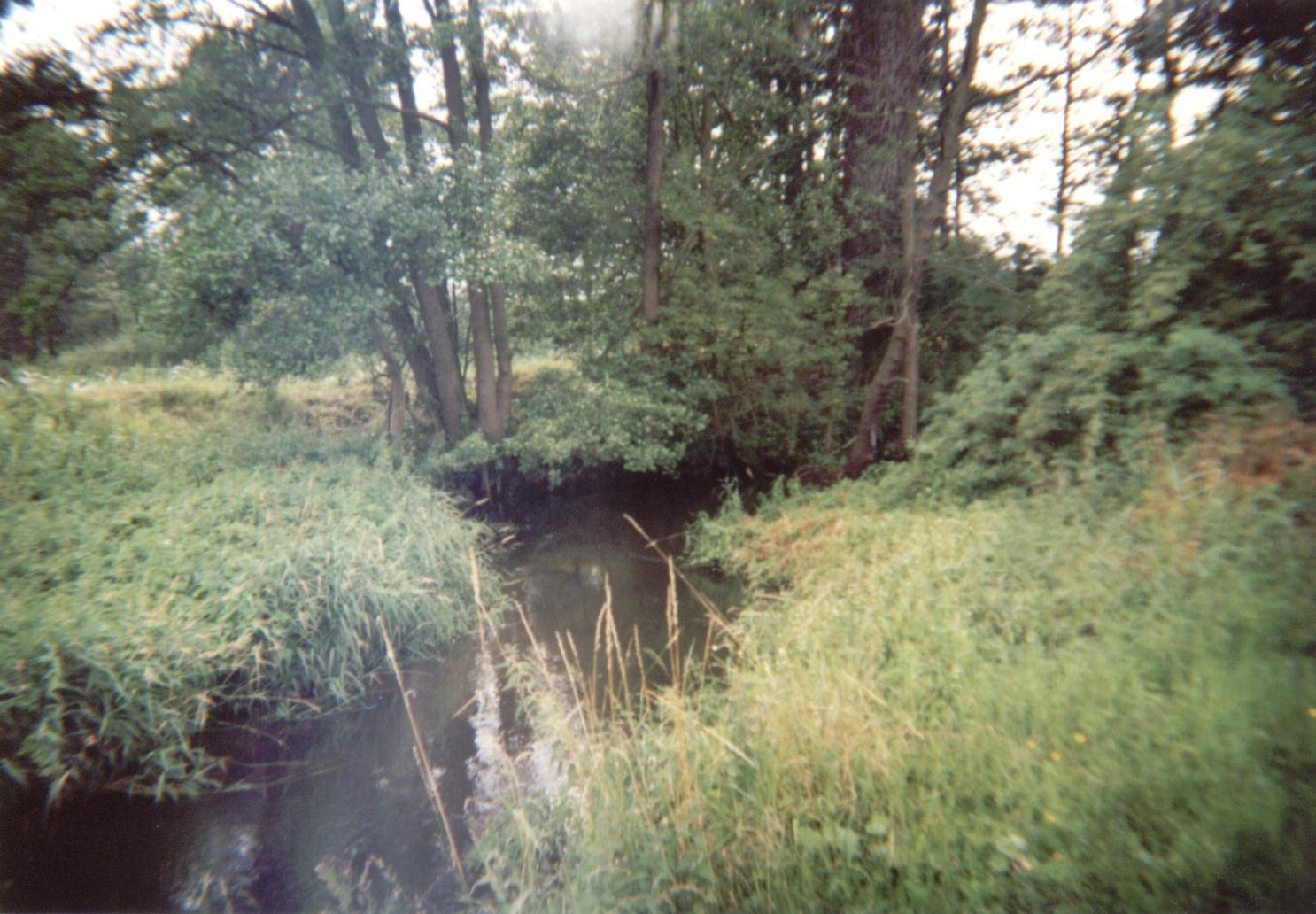
Białka w pobliżu ujścia (w okolicy Nowego Dworu i Julianowa Raduckiego)

Rzeka płynie niewielką doliną, nie jest uregulowana. Nad brzegami znajdują się łąki i zarośla przybrzeżne. Szerokość Białki nie przekracza 2 m, zaś głębokość 1 m. W wodzie żyje kilka gatunków ryb oraz bezkręgowce. W swoim biegu Białka zbiera wody z kilku wpadających do niej strumieni. Nazwa rzeki pochodzi od miasta Biała Rawska, gdzie wody Białki pozyskiwane są do napełniania stawów.
W 2005 rzeka w miejscowości Teodozjów została zanieczyszczona na skutek wylania na łąkach w jej pobliżu kilku ton ścieków z gospodarstwa rolnego.